# (735) Marghanna
(735) Marghanna ist ein Asteroid des Hauptgürtels, der am 9. Dezember 1912 vom deutschen Astronomen Heinrich Vogt in Heidelberg entdeckt wurde. 
Der Asteroid wurde benannt nach der Mutter (Margarete) und einer weiteren Verwandten (Hanna) des Entdeckers.